# Martin Bagge (1790–1856)
Martin Bagge, född 11 mars 1790 i Uddevalla, död där 31 maj 1856, var en svensk domare och riksdagsman.
Martin Bagge verkade som grosshandlare i Uddevalla, där han också var borgmästare. Senare tjänstgjorde han som häradshövding vid Inlands Nordre, Inlands Fräkne, Orusts och Tjörns häraders domsaga.
Han var riksdagsman i borgarståndet för Uddevalla vid riksdagarna 1823 och 1840/41 och deltog mycket aktivt i riksdagens debatter. I riksdagen var han bland annat ledamot i bevillningsutskottet och det förstärkta bankoutskottet 1823 samt i expeditionsutskottet 1840/41.